# Robert Erskine

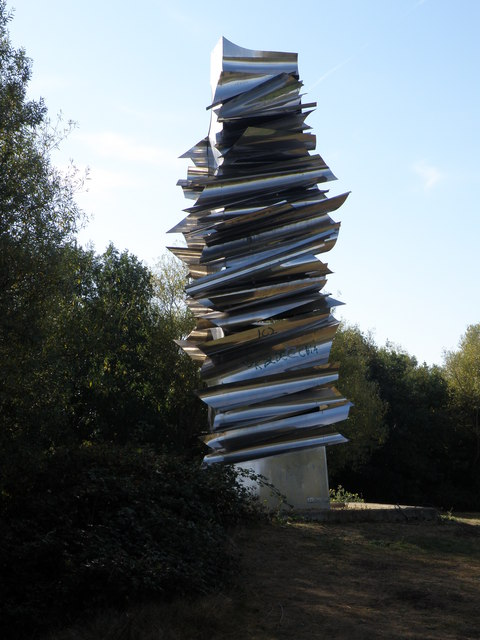
Power Rhythm i Peterborough.

Robert Erskine, född 1954 i London, är en brittisk skulptör.

## Levnad och verk
Robert Erskine studerade mellan 1971 och 1976 skulptur vid Kingston School of Art and Design i Kingston upon Thames och mellan 1976 och 1978 för skulptören Reg Butler vid Slade School of Fine Art i London.
Robert Erskine är utbildad som stenbildhuggare, men har också arbetat i metall (koppar, brons och rostfritt stål) och i keramik. År 1999 vann han pris på stålsymposiet Een Zee van Staal i Wijk aan Zee med verket White Rhythm. 
Robert Erskine är gästföreläsare på Frink School of Figurative Sculpture i Stoke-on-Trent. 

## Verk i urval
- Rhythm, Strength and Movement, 1987, Basing View i Basingstoke
- Sky Thought, 1992, Skulpturparken Hakone i Japan (prisvinnande bidrag till International Sculpture Biennale, 1992)
- Quintisection, 1994, Durham (Sir Otto Beit Award från Royal British Society of Sculptors)
- Gloria, Village Hotel i Coventry
- Roll Down, 1996, Bilston i West Midlands (nominerad till Anderson Sculpture Prize)
- White Rhythm, 1999, Skulpturparken Een Zee van Staal i Wijk aan Zee
- Power Rhythm [1], 2000), skulpturstråket i Peterborough (prisvinnande verk)
- Tunstall Shard, 2009, Jasper Square/Alexandra Park i Stoke-on-Trent

## Bildgalleri

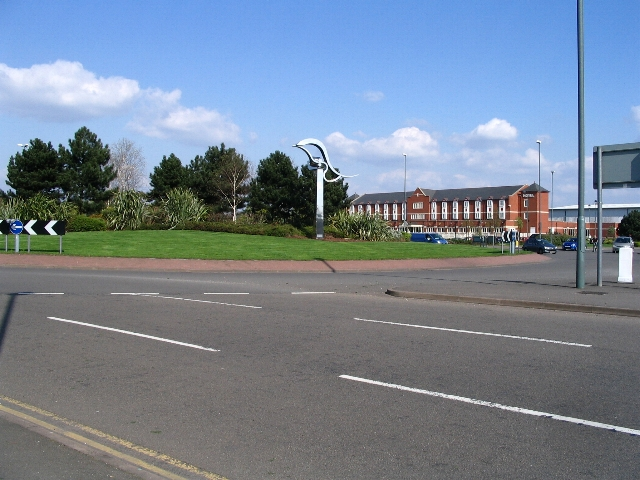
Gloria i Coventry.
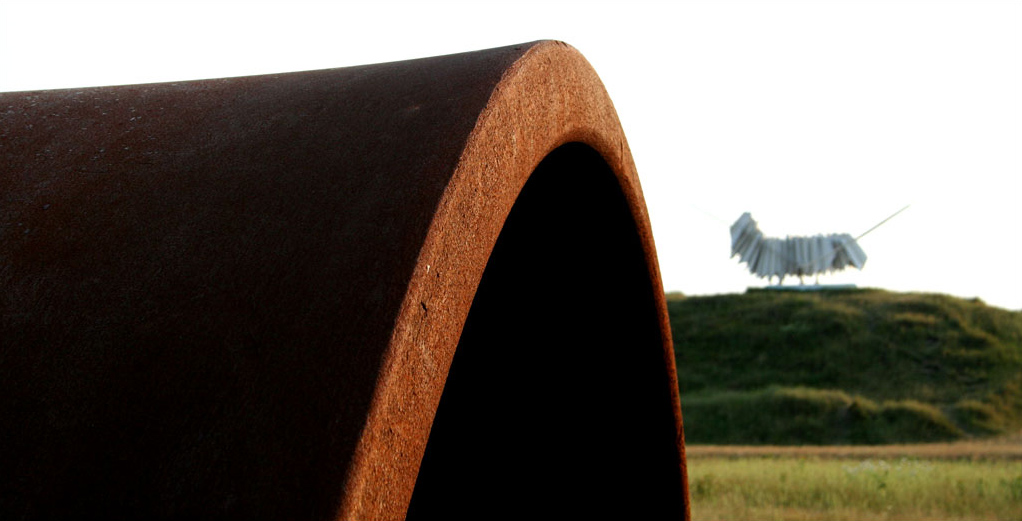
I bakgrunden White Rhythm 1999.
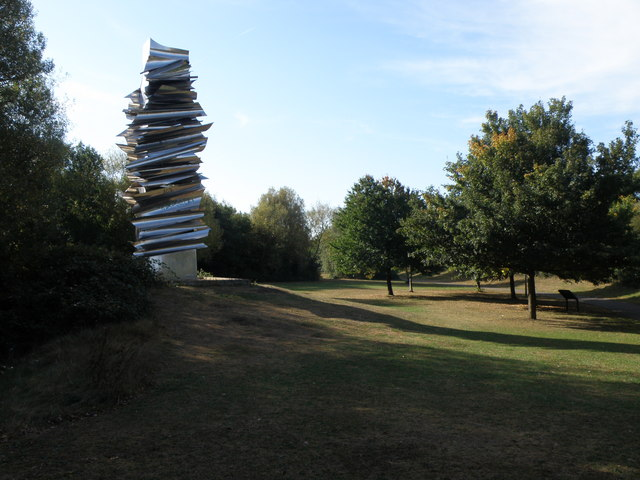
Power Rhythm 2000.